# Élections générales de 1980 à Gibraltar
Les élections législatives de Gibraltar en 1980 se sont tenues en 1980 pour élire les 15 membres du parlement pour un nouveau mandat de quatre ans.

## Partis en présence
| Parti | Parti                                                                                                  | Idéologie                           | Score précédent |
| ----- | --- | ----------------------------------- | --------------- |
|       | Association pour la promotion des droits civils (AACR) Association for the Advancement of Civil Rights | Centre droit Libéralisme            | 8 députés       |
|       | Mouvement démocratique de Gibraltar (DPBG) Democratic Party for a British Gibraltar                    | Droite Conservatisme                | 4 députés       |
|       | Parti travailliste-socialiste de Gibraltar (GSLP) Gibraltar Socialist Labour Party                     | Centre gauche Social-démocratie     | Inexistant      |
|       | Parti pour l'autonomie de Gibraltar (PAG) Party for the Autonomy of Gibraltar                          | Droite Rapprochement avec l'Espagne | 0 députés       |

## Résultats

### Par partis
| Parti | Parti                                                  | Sièges | +/-           |
| ----- | ------------------------------------------------------ | ------ | ------------- |
|       | Association pour la promotion des droits civils (AACR) | 8      | en stagnation |
|       | Mouvement démocratique de Gibraltar (DPBG)             | 6      | 2             |
|       | Parti travailliste-socialiste de Gibraltar (GSLP)      | 1      | Nv.           |
|       | Parti pour l'autonomie de Gibraltar (PAG)              | 0      | en stagnation |
| Total | Total                                                  | 15     | en stagnation |

### Par candidat
| Nom | Nom                          | Parti | Voix  | Élu ? |
| --- | ---------------------------- | ----- | ----- | ----- |
|     | Joshua Hassan                | AACR  | 4 970 | Oui   |
|     | Joe Bossano                  | GSLP  | 4 906 | Oui   |
|     | Adolfo Canepa                | AACR  | 4 563 | Oui   |
|     | Peter Isola                  | DPBG  | 4 201 | Oui   |
|     | Robert Peliza                | DPBG  | 3 857 | Oui   |
|     | Gerald T. Restano            | DPBG  | 3 601 | Oui   |
|     | Isaac Abecasis               | AACR  | 3 478 | Oui   |
|     | Reginald G. Valarino         | AACR  | 3 352 | Oui   |
|     | Maurice Kenneth Featherstone | AACR  | 3 138 | Oui   |
|     | Francis Jesus Dellipiani     | AACR  | 3 131 | Oui   |
|     | Horace Zammitt               | AACR  | 3 105 | Oui   |
|     | Brian Perez                  | AACR  | 3 089 | Oui   |
|     | William Thomas Scott         | DPBG  | 2 831 | Oui   |
|     | Anthony T. Loddo             | DPBG  | 2 814 | Oui   |
|     | Andrew J. Haynes             | DPBG  | 2 810 | Oui   |
|     | Anthony A. Carreras          | IND   | 2 518 | Non   |
|     | Michael Alfred Feetham       | GSLP  | 2 447 | Non   |
|     | Francis X. Martínez          | ?     | 2 338 | Non   |
|     | Joseph Gingell               | ?     | 2 078 | Non   |
|     | Charles Robba                | ?     | 2 011 | Non   |
|     | Cecil Alfred Isola           | DBPG  | 2 006 | Non   |
|     | Joseph Michael Victory       | GSLP  | 2 003 | Non   |
|     | Louis Sampere                | ?     | 1 964 | Non   |
|     | Eric Charles Ellul           | ?     | 1 147 | Non   |
|     | Joseph Emmanuel Triay        | PAG   | 1 103 | Non   |
|     | Peter Michael Triay          | PAG   | 724   | Non   |
|     | Tito Benady                  | PAG   | 554   | Non   |